# Ulica Dybenko
Ulica Dybenko (in russo Улица Дыбенко?) è una stazione della Linea Pravoberežnaja, la Linea 4 della metropolitana di San Pietroburgo, di cui è uno dei capolinea. È stata inaugurata il 1º ottobre 1987.